# Pannychia
Pannychia (лат.) — род голотурий отряда боконогих.
Бентосные животные. Имеют круглое ротовое отверстие на вентральной стороне тела, а также маленькие листовидные щупальца, которыми проталкивают пищу в рот. Встречаются во всех океанах от тропических до полярных вод. Эти полупрозрачные глубоководные голотурии способны излучать свет посредством биолюминесценции, когда чувствуют угрозу, таким образом сообщая о своей несъедобности хищникам.

## Классификация
Род включает следующие виды:
- Pannychia henrici Ludwig, 1894
- Pannychia moseleyi Théel, 1882
- Pannychia nagasakimaruae Ogawa, Kobayashi, Kohtsuka & Fujita, 2023
- Pannychia rinkaimaruae Ogawa, Kobayashi, Kohtsuka & Fujita, 2023
- Pannychia taylorae O’Loughlin in O’Loughlin et al., 2013
- Pannychia virgulifera Ohshima, 1915